# يتكين يلدز
يتكين يلدز هو صحفي تركي كان يرأس تحرير الموقع الإخباري أكتيفخبر. حكمت محكمة في إسطنبول على يلدز بالسجن سبع سنوات وستة أشهر بتهمة الانتماء إلى منظمة إرهابية.
تم القبض على يلديز في الأصل في 22 يوليو 2016 كجزء من تحقيق في حساب على تويتر مجهول الهوية يحمل الاسم فؤاد أفني يزعم أنه من داخل الحكومة ويسرب معلومات عن حزب العدالة والتنمية الحاكم. في 24 يوليو 2016، أمرت محكمة في إسطنبول باحتجاز يلديز على ذمة المحاكمة بتهمة الانتماء إلى منظمة إرهابية مزعومة لحركة كولن. لقد حُكم عليه بالسجن 7 سنوات و6 أشهر بتهمة الانتماء إلى جماعة كولن التي اتهمتها الحكومة التركية بتدبير محاولة انقلابية في يوليو 2016. حُكم على يلدز في مارس 2018 مع عدد من الصحفيين الآخرين الذين اتُهموا أيضًا بالانتماء إلى شبكة كولن. ومن بين الصحفيين الآخرين المتهمين في نفس القضية أحمد مميس وعلي أكوش ومحمد سايت كولوغلو ومصطفى إركان أكار وأوغوز أوسلوير وأوفوك شانلي وكوما أولوس وموتلو شولجين وأونال تانيك وسيد كيليتش وداود أيدين.
بعد هذه الإدانة الأولى، اتهمه النائب أفكان علاء من حزب العدالة والتنمية عن بورصة بالتشهير. مثل يلدز أمام المحكمة عبر نظام مؤتمرات الفيديو SEGBIS. رفض محامو يلدز اتهامات التشهير وطلبوا نسخة من إجراءات المحكمة الرسمية. أجلت المحكمة وحددت موعد الجلسة التالية في 17 ديسمبر 2019.